# Casa a la travessa de la Torre, 2 (Vinebre)
La Casa a la travessa de la Torre és una obra de Vinebre (Ribera d'Ebre) inclosa a l'Inventari del Patrimoni Arquitectònic de Catalunya.

## Descripció
Situat entre la travessa de la Torre i l'avinguda Pau Casals. Edifici cantoner de planta quadrangular i tres crugies. Consta de planta baixa, pis i golfes i té la coberta a dues vessans amb el carener paral·lel a la façana. S'hi accedeix per un portal d'arc de mig punt adovellat, amb una orla a la clau on hi ha inscrit "AVE / MARIA / SIN PECAD(O) / CONSEBIDA / ANY / 1745". Les finestres són totes d'arc pla arrebossat, les del primer pis amb ampit motllurat. Algunes de les obertures han estat reformades modernament, així com se n'ha afegit una de neogòtica biforada amb columneta central a la façana lateral. El ràfec està decorat amb una imbricació de rajols i teules ceràmiques. L'acabat exterior és arrebossat amb morter de calç i cantonades amb carreus escairats.